# (2094) Magnitka
(2094) Magnitka est un astéroïde de la ceinture principale.

## Description
(2094) Magnitka est un astéroïde de la ceinture principale. Il fut découvert le 12 octobre 1971 à Naoutchnyï par l'Observatoire d'astrophysique de Crimée. Il présente une orbite caractérisée par un demi-grand axe de 2,23 UA, une excentricité de 0,10 et une inclinaison de 5,0° par rapport à l'écliptique.

## Nom
Il a été nommé en l'honneur de la ville de Magnitogorsk, l'un des plus grands centres de la métallurgie en Russie.

## Compléments